# Grand Prix automobile d'Italie 1966
GP précédent GP suivant
Le Grand Prix d'Italie 1966 (XXXVII° Gran Premio d'Italia), disputé sur l'Autodromo nazionale di Monza le 4 septembre 1966, est la cent-quarante-huitième épreuve du championnat du monde de Formule 1 courue depuis 1950 et la septième manche du championnat 1966.

## Contexte avant la course

### Le championnat du monde
Après cinq années de Formule 1 1 500 cm3, formule dérivée de l'ancienne Formule 2 en vigueur de 1957 à 1960, la Commission sportive internationale (C.S.I.) a décidé lors de son comité exécutif de décembre 1963 de porter à trois litres la cylindrée des nouvelles F1, mesure entrée en vigueur le 1er janvier 1966. Le nouveau règlement autorise à nouveau l'utilisation de moteurs suralimentés, avec un coefficient deux pour la cylindrée (soit un maximum de 1 500 cm3 en cas d'utilisation d'un compresseur volumétrique ou d'un turbocompresseur). La réglementation s'appuie sur les points suivants :
- pas de cylindrée minimale
- cylindrée maximale : 3 000 cm3 si moteur atmosphérique ou 1 500 cm3 si moteur suralimenté
- poids minimal : 500 kg (à sec)
- roues non carénées
- double circuit de freinage obligatoire
- arceau de sécurité obligatoire (le haut du cerceau devant dépasser le casque du pilote)
- démarreur de bord obligatoire
- carburant commercial obligatoire
- ravitaillement en huile interdit durant la course
- distance minimale d'un Grand Prix : 300 km
- distance maximale d'un Grand Prix : 400 km
- distance minimale pour être classé : 90% de la distance parcourue par le vainqueur

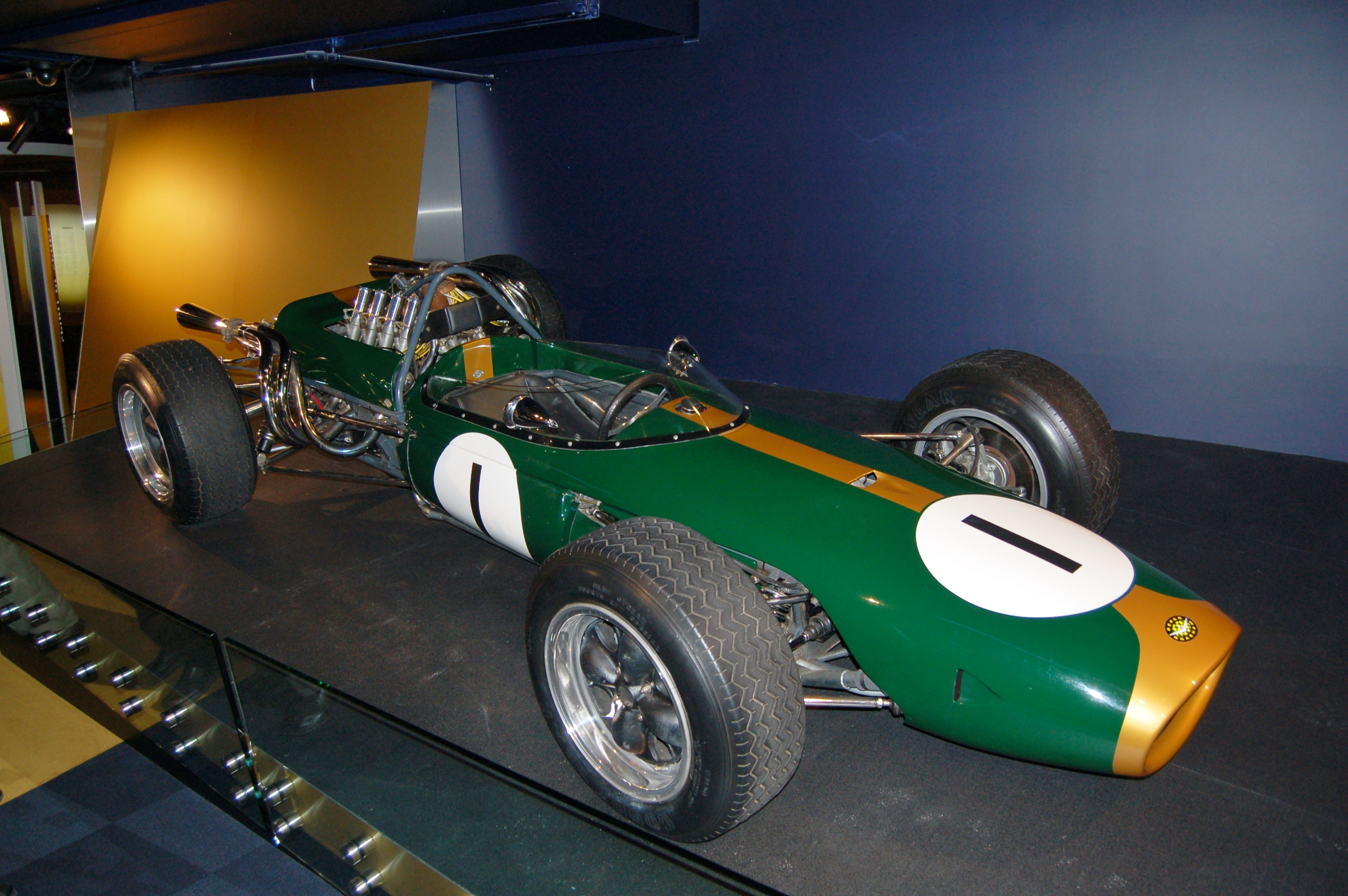
Malgré l'utilisation d'un simple moteur de série V8 Oldsmobile modifié, la Brabham BT19 a remporté quatre victoires successives aux mains de Jack Brabham.

Alors qu'en début d'année la plupart des spécialistes prévoyaient une nette domination de la Scuderia Ferrari et de son premier pilote John Surtees, les monoplaces italiennes étant les seules à disposer d'un moteur «trois litres» éprouvé et à haut rendement, Jack Brabham a déjoué les pronostics en imposant une monoplace agile et parfaitement au point, dotée d'un V8 dérivé d'un moteur Oldsmobile de série dont la souplesse et la fiabilité sont parvenues à compenser le manque de puissance. Grâce à ses quatre victoires consécutives aux Grands Prix de France, de Grande-Bretagne, des Pays-Bas et d'Allemagne au volant de sa Brabham BT19, le pilote-constructeur est déjà pratiquement assuré de remporter le championnat 1966, tandis qu'au sein de la Scuderia Ferrari l'éviction (mi-juin) de John Surtees a grandement compromis les résultats de l'équipe. Alors que trois manches restent à disputer, seul Surtees (vainqueur en Belgique et second en Allemagne) peut encore empêcher Brabham de conquérir un troisième titre mondial. Ses chances sont cependant bien minces, le Britannique, courant désormais pour l'équipe Cooper, devant pour ce faire impérativement remporter les trois dernières courses et, même dans ce cas, une seule deuxième place suffirait à l'Australien pour être champion.

### Le circuit
Créé au cœur du parc de la ville de Monza en 1922, l'autodrome national italien est constitué d'un circuit routier de 5,75 kilomètres et d'un anneau de vitesse ovale de 4,25 kilomètres, les deux tracés pouvant être utilisés séparément ou combinés (l'ensemble développant alors dix kilomètres). Les vitesses atteintes sur l'ovale impliquant des problèmes de sécurité, les monoplaces de Formule 1 sont cantonnées, depuis 1962, au seul circuit routier. Auteur d'un tour à 214,7 km/h au volant de sa Lotus lors de l'édition 1965 du Grand Prix, Jim Clark détient le record de la piste.

## Monoplaces en lice
- Lotus 33 & 43 "Usine"

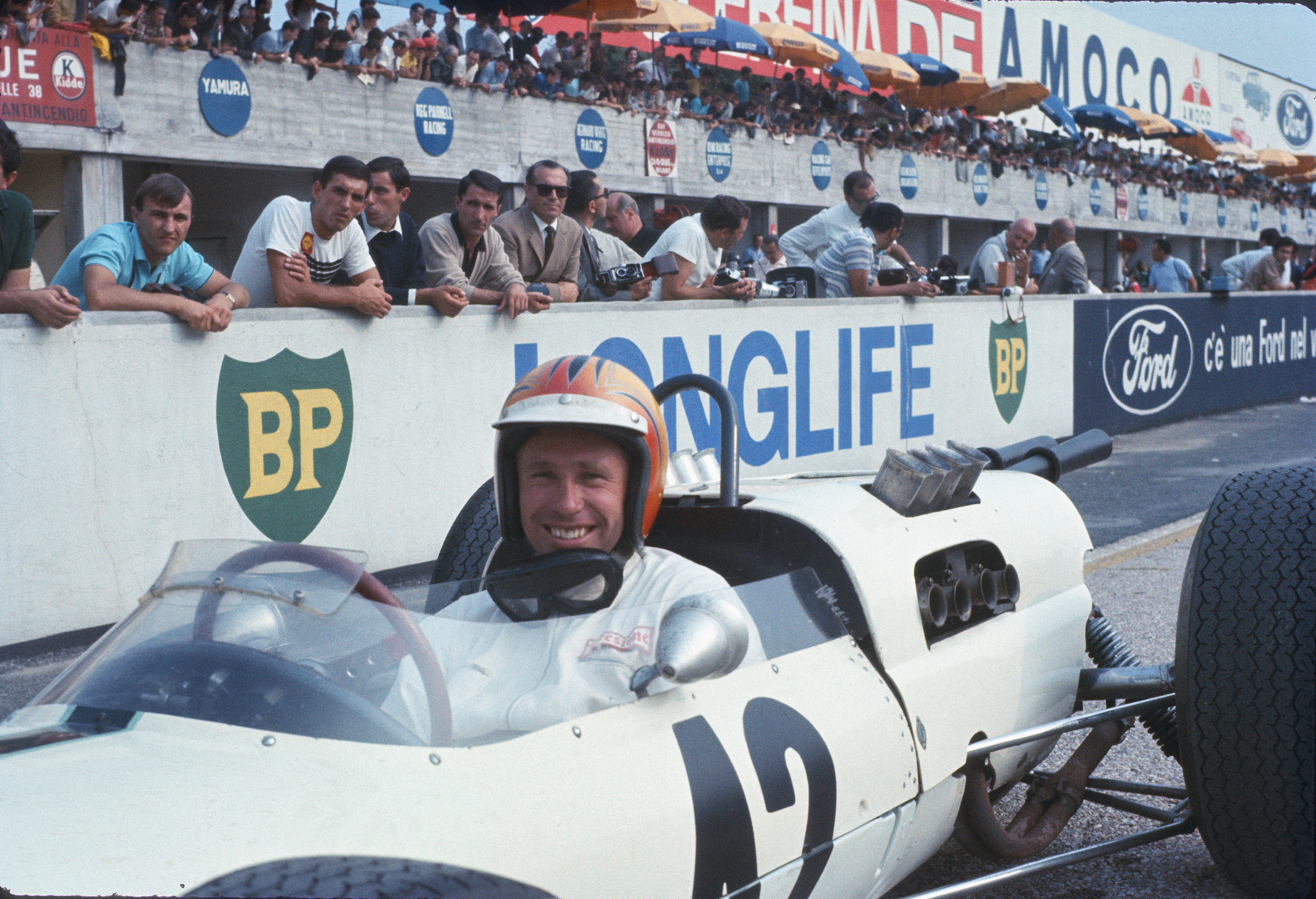
La Lotus 33 de Mike Spence sur la piste de Monza.

Au sein du Team Lotus, Jim Clark dispose pour la première fois du modèle 43 à moteur seize cylindres BRM, utilisé en début de saison par Peter Arundell. Après des premières sorties désastreuses, BRM a passé deux mois à mettre au point et à fiabiliser le seize cylindres, également utilisé sur ses propres monoplaces. Alimenté par injection indirecte Lucas, il délivre plus de 400 chevaux à 10000 tr/min mais se révèle très lourd (250 kg). Dotée d'une boîte de vitesses ZF à cinq rapports, la Lotus 43 accuse environ 700 kg sur la balance. Arundell pilote à nouveau sa Lotus 33 à moteur V8 BRM (1998 cm3, près de 260 chevaux) tandis que la 33 à moteur V8 Climax FWMV MkIX (1970 cm3, 240 chevaux à 8800 tr/min) auparavant utilisée par Clark sera confiée au pilote local Geki. Également pourvues d'une boîte cinq ZF, les Lotus 33 pèsent un peu plus de 500 kg. Les trois voitures sont chaussées de pneus Firestone.
- Lotus 25 & 33 privées

L'équipe de Tim Parnell a engagé sa Lotus 33 à moteur V8 BRM 2 litres (version P60 à échappement central, 260 chevaux) et boîte de vitesses Hewland à cinq rapports pour Mike Spence. À la demande de la Scuderia Sant'Ambroeus, présidée par Eugenio Dragoni, Parnell a mis sa Lotus 25, équipée d'un moteur identique, à disposition de Giancarlo Baghetti. Ces deux monoplaces utilisent des pneus Firestone.
- BRM P83 & P261 "Usine"

BRM n'ayant plus aucune chance de remporter le championnat du monde, Alfred Owen a décidé de remiser les anciennes P261 à moteur V8 (deux litres, 260 chevaux) utilisées jusqu'alors et de concentrer les efforts de l'équipe sur les modèles P83 à moteur seize cylindres. Ces monoplaces à structure monocoque sont dotées d'une boîte de vitesses à six rapports et pèsent 695 kg. Celle de Graham Hill bénéficie de la dernière évolution du système d'allumage, chaque cylindre s'allumant tour à tour, tandis que celle de Jackie Stewart conserve l'ancien système (allumage simultané de deux cylindres). Une troisième P83 avait été prévue en réserve, mais sa transmission a lâché lors d'une séance d'essais libres au cours de la semaine précédent le Grand Prix. Depuis quelques courses, les pneus Goodyear sont préférés aux pneus Dunlop utilisés en début de saison.
- BRM P261 privée

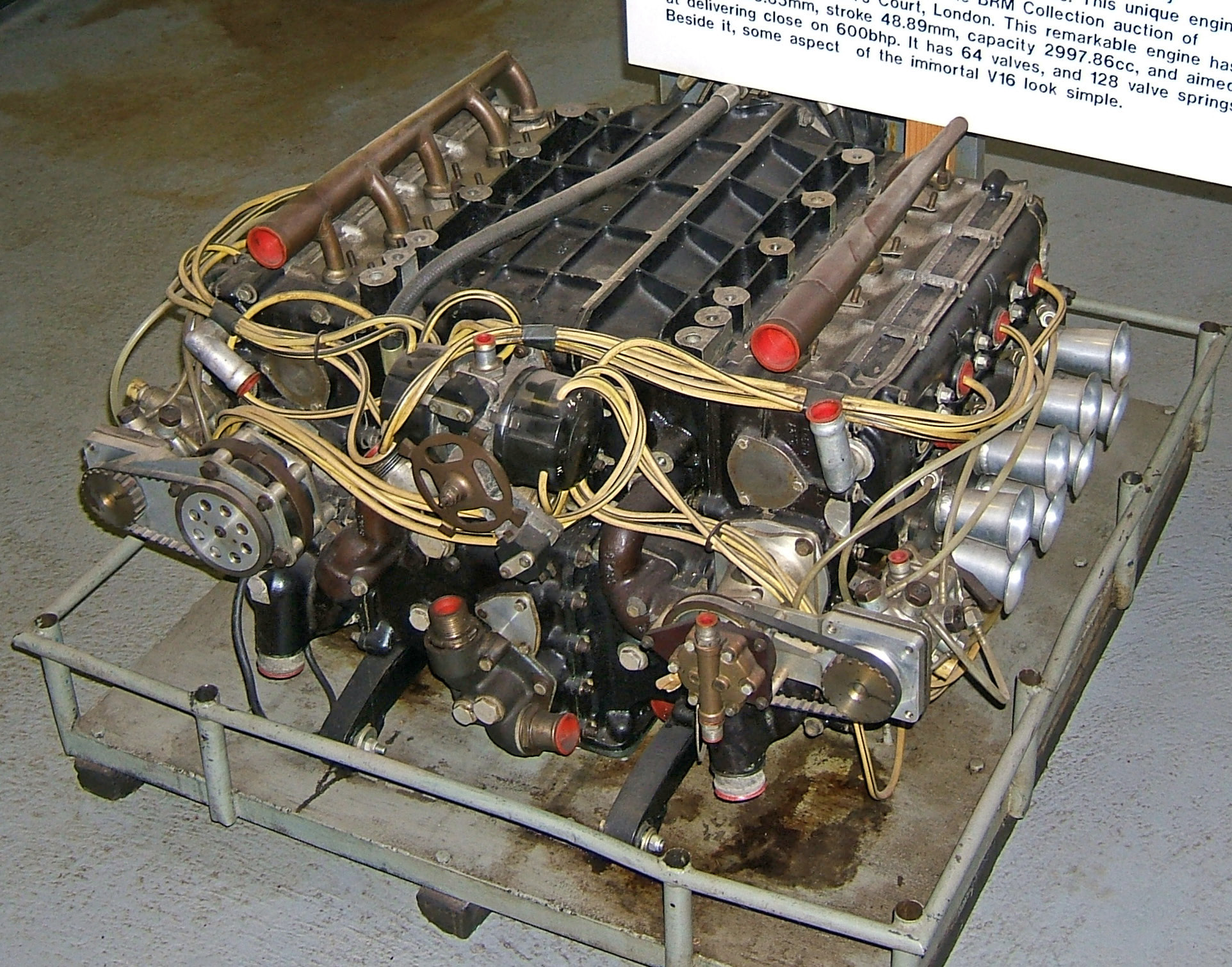
L'impressionnant moteur 16 cylindres BRM.

Bob Bondurant dispose de la P261 à moteur deux litres engagée par Bernard White.
- Brabham BT19 & BT20 "Usine"

Jack Brabham étrenne à Monza son nouveau châssis BT20, identique à celui utilisé par son coéquipier Denny Hulme depuis le Grand Prix de France. Le pilote-constructeur australien a toutefois également amené la BT19 qu'il utilise depuis janvier et avec laquelle il vient de remporter quatre victoires consécutives. Les modèles BT19 et BT20 sont pratiquement identiques, la principale différence se situant au niveau du cockpit, renforcé sur la BT20 qui bénéficie également de disques de freins de plus grand diamètre que ceux de la BT19. Ces monoplaces à châssis multitubulaire sont motorisées par un V8 Repco alimenté par un système d'injection indirecte Lucas développant 300 chevaux à 6800 tr/min. La transmission est assurée par une boîte cinq vitesses Hewland. Dotées de jantes de quinze pouces et chaussées de pneus Goodyear, les Brabham-Repco pèsent 540 kg à vide.
- Brabham BT11 privées

Bob Anderson pilote son habituelle Brabham BT11 à moteur quatre cylindres Climax de 2,7 litres (260 chevaux à 6800 tr/min), tandis que Chris Amon, ne pouvant disposer de la McLaren sur laquelle il était engagé, disposera d'une BT11 à moteur V8 BRM de la MGM, dans le cadre du tournage du film Grand Prix. 
- Ferrari 312 & 246 "Usine"

La Scuderia Ferrari a procédé à de longues séances d'essais à Monza la semaine précédant le grand prix, peaufinant la mise au point de la dernière évolution de ses moteurs V12, désormais dotés de 36 soupapes (2 d'admission et une d'échappement par cylindre). La puissance disponible est désormais de 380 chevaux à 9500 tr/min, soit un gain d'une vingtaine de chevaux par rapport à la version à 24 soupapes. Lorenzo Bandini, Mike Parkes et Ludovico Scarfiotti disposent chacun d'une 312 dernière évolution. Ces monoplaces à structure semi-monocoque, dotées d'une boîte cinq vitesses, pèsent 620 kg à vide. La 246 à moteur V6 de 260 chevaux, utilisée par Scarfiotti en Allemagne, sert de mulet. L'équipe italienne utilise habituellement des pneus Firestone.
- Cooper T81 "Usine"

Les deux T81 confiées à John Surtees et Jochen Rindt sont dotées des nouveaux moteurs V12 Maserati, avec distributeurs d'allumage placés au centre du vé (et non plus latéralement) afin de réduire la trainée aérodynamique, la puissance escompté par le motoriste étant de 360 chevaux à 9000 tr/min. Ces monoplaces à structure monocoque sont équipées d'une boîte de vitesses ZF à cinq rapports. Elles pèsent 620 kg à vide et sont chaussées de pneus Dunlop.
- Cooper T81 privées

Rob Walker aligne sa T81 pour son pilote Joseph Siffert, Joakim Bonnier disposant d'un modèle identique au sein de sa propre structure. Tous deux utilisent les anciennes versions du V12 Maserati (avec distributeurs d'allumage latéraux), mais Bonnier a préféré l'usage de pneumatiques Firestone aux habituels pneus Dunlop.
- Honda RA273 "Usine"

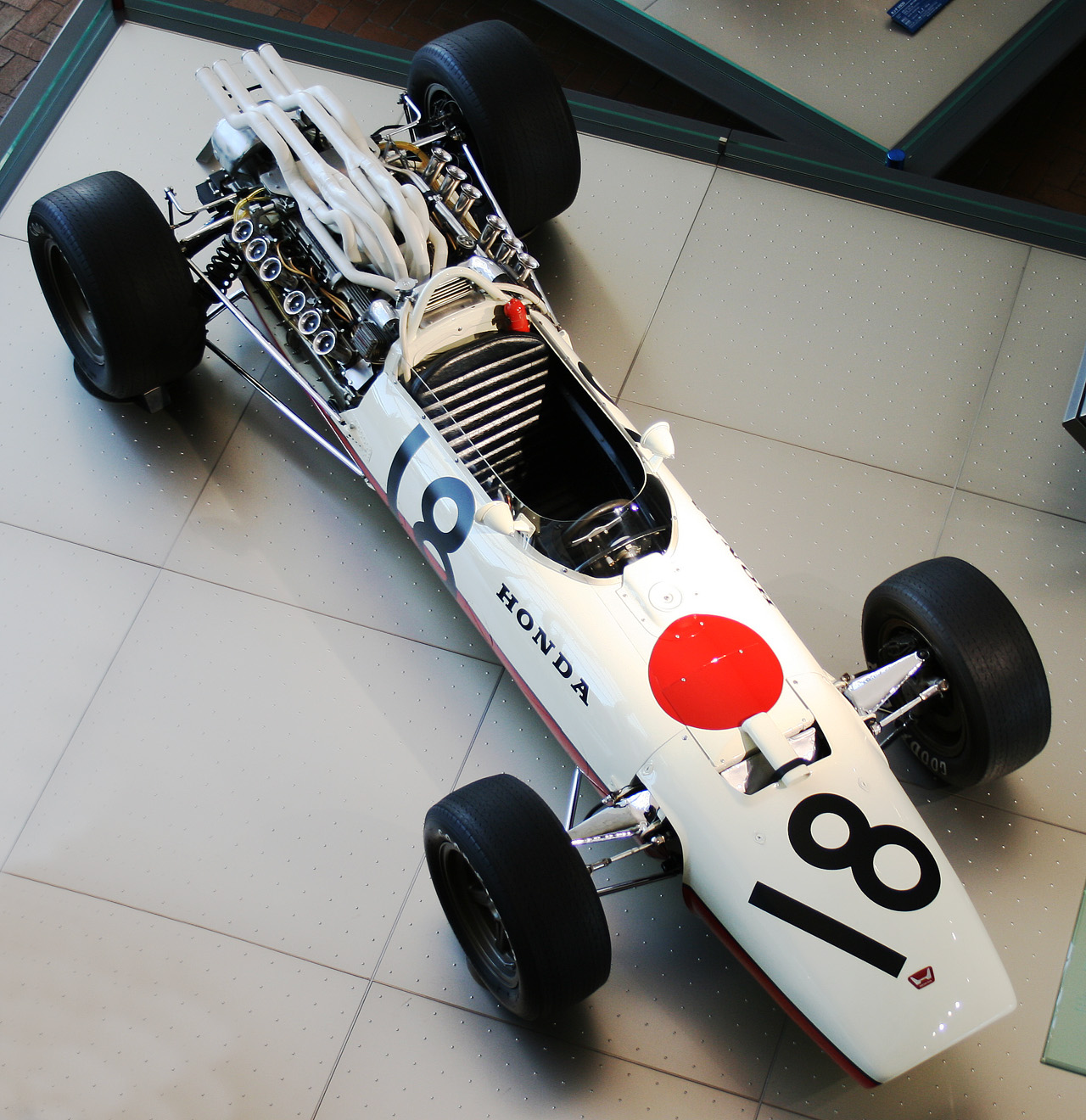
La nouvelle Honda RA273, la monoplace la plus puissante du plateau.

Partenaire de Brabham en Formule 2, Honda avait également envisagé de fournir son nouveau V12 de 3 litres au pilote-constructeur australien pour la saison 1966 de Formule 1, mais celui-ci, déjà bien engagé avec
le motoriste Repco, avait alors décliné l'offre. Le constructeur japonais, qui n'avait initialement pas prévu de réaliser une monoplace complète pour la nouvelle réglementation, a donc également dû concevoir un châssis mais a manqué les premières courses de l'année, la RA273 n'ayant effectué ses premiers tours de roues que fin juillet, sur la piste de recherche d'Arakawa River, aux mains de Richie Ginther. Après des essais intensifs sur le circuit de Suzuka, le pilote américain va la piloter pour la première fois en course à Monza. Imposante (plus de 2,50 mètres d'empattement, 745 kg), cette monoplace dont la structure monocoque est constituée de tôles d'aluminium rivetées, a été conçue sous la direction de Yoshio Nakamura, la partie châssis ayant été confiée au tout jeune ingénieur Tekeda qui s'est inspiré de celui de la Lotus 38. Contrairement aux précédentes monoplaces de la marque, le moteur V12, couplé à une boîte cinq vitesses, est disposé longitudinalement. Alimenté par un système d'injection indirecte Honda et bénéficiant d'une distribution à quatre soupapes par cylindre, il développe environ 420 chevaux à 10500 tr/min. L'équipe utilise exclusivement des pneus Goodyear.
- McLaren M2B "Usine"

Bruce McLaren espérait bénéficier des versions fiabilisées des moteurs V8 Ford initialement conçus pour les 500 miles d'Indianapolis, mais ceux-ci ne sont toujours pas au point et le pilote-constructeur a annulé en dernière minute son engagement et celui de son coéquipier Chris Amon.
- Eagle T1F & T1G "Usine"

Dan Gurney dispose pour la première fois du V12 Weslake conçu par Aubrey Woods. Monté sur un nouveau châssis baptisé T1G, il est alimenté par un système d'injection directe Lucas et délivre 350 chevaux à 10000 tr/min, les développements attendus devant porter sa puissance à 400 chevaux. Dotée d'une boîte cinq vitesses Hewland, la T1G, à structure monocoque, pèse environ 600 kg à vide. Phil Hill dispose quant à lui de la T1F utilisée par Gurney lors des courses précédentes. Semblable à la T1G et utilisant la même boîte de vitesses, elle est motorisée par un quatre cylindres Climax FPF de 2,7 litres (développant 255 chevaux à 8000 tr/min). Elle pèse 570 kg à vide. Les Eagle ont une structure monocoque et sont chaussées de pneus Goodyear.
- BRP MkII privée

Ayant racheté une des BRP MKII lors de la liquidation de l'entreprise britannique, John Willment l'a adaptée à la nouvelle réglementation en y montant un moteur V8 Climax de deux litres. Le pilote australien Frank Gardner aurait dû piloter cette voiture à Monza mais l'équipe a déclaré forfait.

## Coureurs inscrits
| no    | Pilote               | Écurie                               | Constructeur    | Modèle                   | N° châssis     | Moteur                       | Pneumatiques |
| ----- | -------------------- | ------------------------------------ | --------------- | ------------------------ | -------------- | ---------------------------- | ------------ |
| 2     | Lorenzo Bandini      | SpA Ferrari SEFAC                    | Ferrari         | Ferrari 312              | 312/0010       | Ferrari 218 V12              | F            |
| 4     | Mike Parkes          | SpA Ferrari SEFAC                    | Ferrari         | Ferrari 312              | 312/0012       | Ferrari 218 V12              | F            |
| 6     | Ludovico Scarfiotti  | SpA Ferrari SEFAC                    | Ferrari         | Ferrari 312              | 312/0011       | Ferrari 218 V12              | F            |
| 8     | Frank Gardner        | John Willment Automobiles            | BRP             | BRP MkII                 | BRP/2-64       | Coventry Climax FWMV MkIX V8 | D            |
| 10    | Jack Brabham         | Brabham Racing Organisation          | Brabham         | Brabham BT19             | F1-1-65        | Repco 620 V8                 | G            |
| 0T    | Jack Brabham         | Brabham Racing Organisation          | Brabham         | Brabham BT20             | F1-1-66        | Repco 620 V8                 | G            |
| 12    | Denny Hulme          | Brabham Racing Organisation          | Brabham         | Brabham BT20             | F1-2-66        | Repco 620 V8                 | G            |
| 14    | John Surtees         | Cooper Car Company                   | Cooper          | Cooper T81               | F1-6-66        | Maserati 9/F1 V12            | F            |
| 16    | Jochen Rindt         | Cooper Car Company                   | Cooper          | Cooper T81               | F1-3-66        | Maserati 9/F1 V12            | F            |
| 18    | Richie Ginther       | Honda R&D Company                    | Honda           | Honda RA273              | F101           | Honda RA273E V12             | G            |
| 20 22 | Jim Clark            | Team Lotus                           | Lotus           | Lotus 43                 | 43/1           | BRM P75 H16                  | F            |
| 22 20 | Geki                 | Team Lotus                           | Lotus           | Lotus 33                 | 33 R14         | Coventry Climax FWMV MkIX V8 | F            |
| 24    | Peter Arundell       | Team Lotus                           | Lotus           | Lotus 33                 | 33 R11         | BRM P56 V8                   | F            |
| 26    | Graham Hill          | Owen Racing Organisation             | BRM             | BRM P83                  | 8303           | BRM P75 H16                  | G            |
| 26T   | Graham Hill          | Owen Racing Organisation             | BRM             | BRM P261                 | 2616           | BRM P60 V8                   | D            |
| 28    | Jackie Stewart       | Owen Racing Organisation             | BRM             | BRM P83                  | 8302           | BRM P75 H16                  | G            |
| 30    | Dan Gurney           | Anglo-American Racers                | Eagle           | Eagle T1G                | 102            | Weslake 58 V12               | G            |
| 32    | Chris Amon           | Bruce McLaren Motor Racing MGM       | McLaren Brabham | McLaren M2B Brabham BT11 | M2B/1 F1-6-64  | Ford 406 V8 BRM P60 V8       | F D          |
| 34    | Bruce McLaren        | Bruce McLaren Motor Racing           | McLaren         | McLaren M2B              | M2B/2          | Ford 406 V8                  | F            |
| 34    | Dan Gurney Phil Hill | Anglo-American Racers                | Eagle           | Eagle T1F                | 101            | Coventry Climax FPF L4       | G            |
| 36    | Joseph Siffert       | Rob Walker Racing Team               | Cooper          | Cooper T81               | F1-2-66        | Maserati 9/F1 V12            | D            |
| 38    | Joakim Bonnier       | Joakim Bonnier Racing Team           | Cooper          | Cooper T81               | F1-5-66        | Maserati 9/F1 V12            | F            |
| 40    | Bob Anderson         | DW Racing Enterprises                | Brabham         | Brabham BT11             | F1-5-64        | Coventry Climax FPF L4       | F            |
| 42 32 | Mike Spence          | Reg Parnell Racing                   | Lotus           | Lotus 33                 | 33 R13         | BRM P56 V8                   | F            |
| 44    | Giancarlo Baghetti   | Reg Parnell Racing SpA Ferrari SEFAC | Lotus Ferrari   | Lotus 25C Ferrari 246    | 25 R3 246/0006 | BRM P56 V8 Ferrari 228 V6    | F            |
| 46    | Trevor Taylor        | Shannon Racing Cars                  | Shannon         | Shannon SH1              | SH1            | Climax Godiva FPE V8         | D            |
| 48    | Bob Bondurant        | Team Chamaco-Collect                 | BRM             | BRM P261                 | 2615           | BRM P60 V8                   | G            |

- Durant les essais, la Lotus 43 de Jim Clark portait le numéro 20, le numéro 22 n'ayant été apposé que le jour de la course, une fois que Clark eut décidé de prendre le départ sur cette voiture. La Lotus 33 finalement attribuée à Geki portait le numéro 22 pendant les essais et le numéro 20 en course.
- La Lotus 33 de Mike Spence était initialement engagée sous le numéro 42 mais a disputé la course sous le numéro 32, Spence jouant la doublure de l'acteur James Garner (dans le rôle du pilote fictif Pete Aron) pour le tournage du film Grand Prix, en remplacement de Chris Amon non qualifié sur la Brabham BT11 numéro 32 de la Metro-Goldwyn-Mayer. Chris Amon devait initialement piloter une McLaren.
- La deuxième Eagle de l'équipe AAR s'est vu attribuer le numéro 34, numéro initialement destiné au pilote-constructeur Bruce McLaren, forfait[9].
- Engagé sous le numéro 44 sur une Lotus 25 du team Parnell avec laquelle il a disputé la première séance d'essais, Giancarlo Baghetti s'est ensuite vu proposer le volant de la Ferrari 246 par le directeur sportif de la Scuderia Ferrari pour la deuxième séance d'essais et pour la course[21].

## Qualifications
Deux séances qualificatives de trois heures et demis chacune sont prévues, les vendredi et samedi après-midi précédant la course.

### Première séance - vendredi 2 septembre
Il fait beau et chaud lorsque commence la première session qualificative, le vendredi après-midi. Mettant à profit les essais intensifs effectuées à Monza la semaine précédente, les pilotes de la Scuderia Ferrari se montrent d'emblée très compétitifs et exploitent au mieux les 380 chevaux de leurs monoplaces à moteur V12. Lorenzo Bandini, Mike Parkes et Ludovico Scarfiotti vont continuellement tenir le haut de l'affiche, pour la plus grande joie des tifosi. Ayant accompli un tour à 226 km/h de moyenne, Scarfiotti a longtemps devancé (de quelques dixièmes de seconde) ses deux coéquipiers mais en toute fin de séance Parkes parvient à porter le record officieux de la piste à 226,7 km/h, s'adjugeant le meilleur temps de la journée. Derrière les trois voitures rouges, Richie Ginther a laissé entrevoir le potentiel de la nouvelle Honda, mais se plaint cependant de sa tenue de route. Le pilote américain précède la Cooper de John Surtees et la Lotus de Jim Clark. Le champion en titre n'a pas eu de problème avec son moteur seize cylindres, contrairement à Graham Hill et Jackie Stewart, souvent arrêtés au stand pour tenter de résoudre des problèmes de boîte de vitesses. Ayant pris la piste assez tardivement, Jack Brabham s'est fait surprendre à l'entrée de la Parabolique et a fait une incursion dans les bas-côtés : ayant perdu du temps à faire vérifier l'état de sa monoplace, le pilote-constructeur n'a effectué que quelques tours lancés et n'a pu se mêler à la lutte pour les premières places. Étrennant le nouveau V12 Weslake sur son Eagle, Dan Gurney a rencontré de nombreux problèmes d'alimentation et a dû se rabattre sur la version équipée de l'ancien moteur quatre cylindres Climax. Joseph Siffert n'a quant à lui pu effectuer un seul tour lancé, le V12 Maserati de sa Cooper ayant explosé après quelques centaines de mètres. 

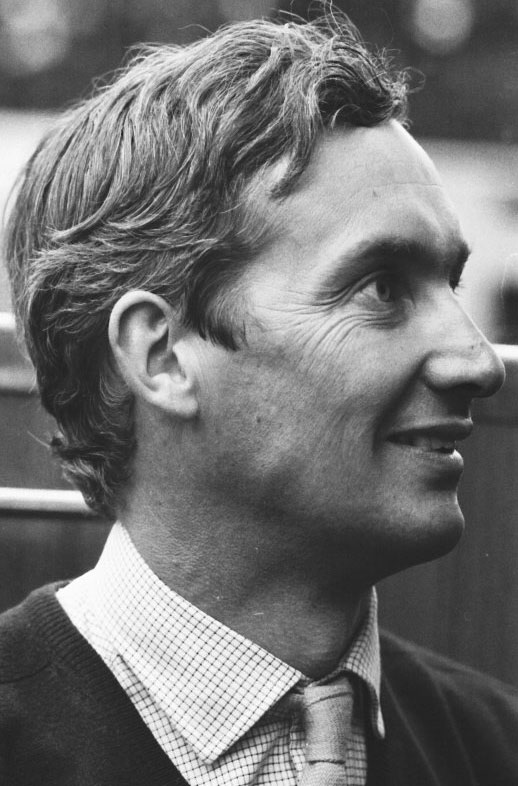
Mike Parkes s'est montré le plus rapide des pilotes Ferrari lors de la première journée d'essais.

| Pos. | Pilote              | Écurie          | Temps        | Écart    |
| ---- | ------------------- | --------------- | ------------ | -------- |
| 1    | Mike Parkes         | Ferrari         | 1 min 31 s 3 |          |
| 2    | Ludovico Scarfiotti | Ferrari         | 1 min 31 s 6 | + 0 s 3  |
| 3    | Lorenzo Bandini     | Ferrari         | 1 min 32 s 0 | + 0 s 7  |
| 4    | Richie Ginther      | Honda           | 1 min 32 s 4 | + 1 s 1  |
| 5    | John Surtees        | Cooper-Maserati | 1 min 32 s 6 | + 1 s 3  |
| 6    | Jim Clark           | Lotus-BRM       | 1 min 32 s 9 | + 1 s 6  |
| 7    | Jochen Rindt        | Cooper-Maserati | 1 min 33 s 3 | + 2 s 0  |
| 8    | Denny Hulme         | Brabham-Repco   | 1 min 33 s 5 | + 2 s 2  |
| 9    | Jack Brabham        | Brabham-Repco   | 1 min 34 s 6 | + 3 s 3  |
| 10   | Jackie Stewart      | BRM             | 1 min 34 s 6 | + 3 s 3  |
| 11   | Graham Hill         | BRM             | 1 min 34 s 7 | + 3 s 4  |
| 12   | Joakim Bonnier      | Cooper-Maserati | 1 min 34 s 8 | + 3 s 5  |
| 13   | Mike Spence         | Lotus-BRM       | 1 min 35 s 0 | + 3 s 7  |
| 14   | Peter Arundell      | Lotus-BRM       | 1 min 35 s 5 | + 4 s 2  |
| 15   | Giancarlo Baghetti  | Lotus-BRM       | 1 min 36 s 6 | + 5 s 3  |
| 16   | Bob Bondurant       | BRM             | 1 min 38 s 4 | + 7 s 1  |
| 17   | Bob Anderson        | Brabham-Climax  | 1 min 38 s 4 | + 7 s 1  |
| 18   | Dan Gurney          | Eagle-Climax    | 1 min 39 s 1 | + 7 s 8  |
| 19   | Phil Hill           | Eagle-Climax    | 1 min 42 s 9 | + 11 s 6 |

### Deuxième séance - samedi 3 septembre

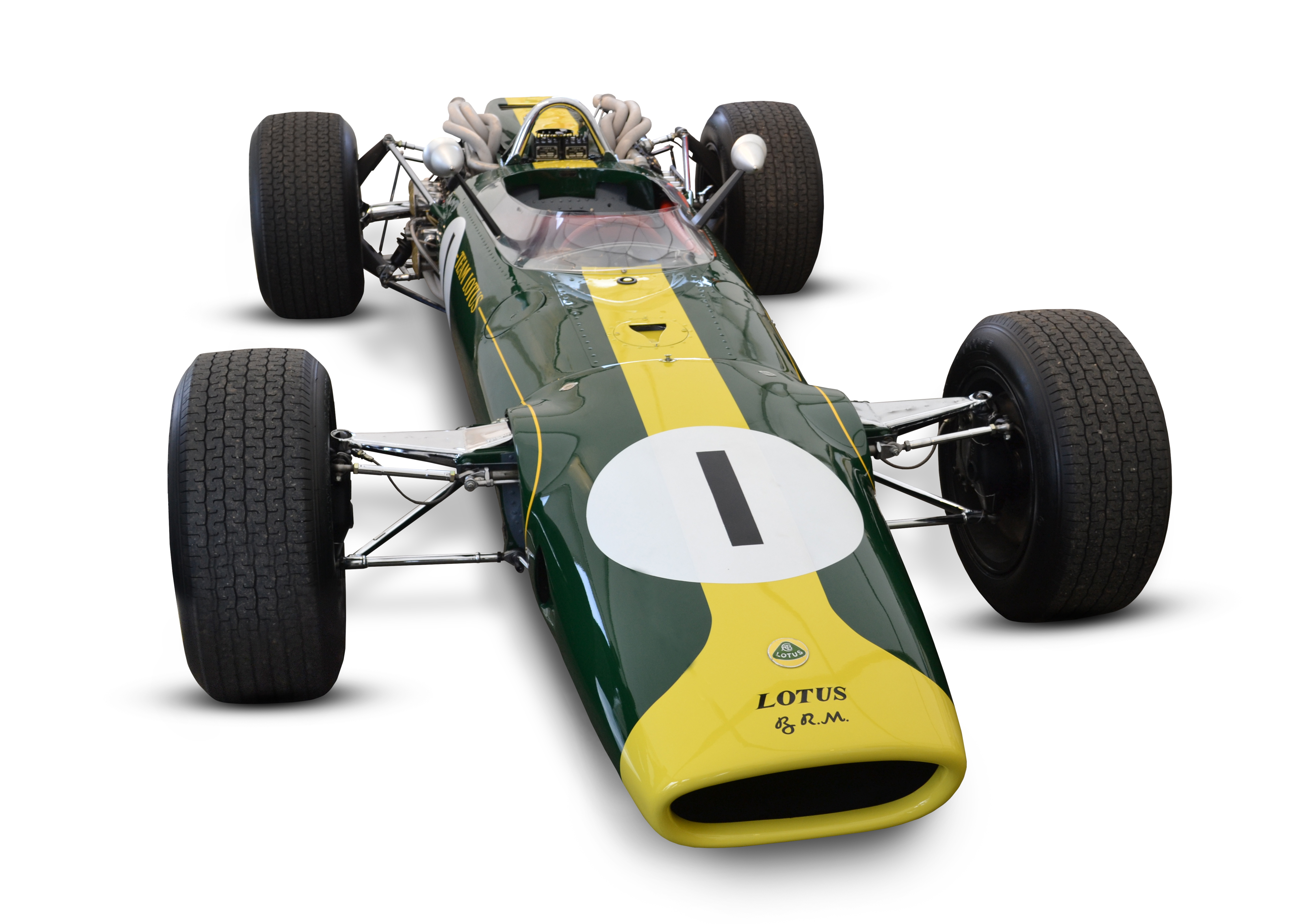
La Lotus 43 à moteur 16 cylindres est apparue en nets progrès à Monza. À son volant, Jim Clark a réalisé le deuxième meilleur temps de la journée.

Les conditions climatiques sont une nouvelle fois excellente pour la session du samedi après-midi. Chez Ferrari, la voiture de réserve (à moteur V6) a été prêtée à Giancarlo Baghetti, qui avait cassé la boîte de vitesses de sa Lotus la veille. L'équipe fera tester différents types de pneumatiques à ses pilotes mais, bien que se révélant le plus rapide de la journée, Scarfiotti ne parviendra pas à améliorer sa performance de la veille. Parkes et Bandini échouent à quelques dixièmes de leur coéquipier, Bandini perdant même sa place en première ligne, battu par Surtees qui est revenu à la version précédente du V12 Maserati, la dernière évolution ne délivrant pas la puissance escomptée. La Ferrari V6 de Baghetti n'est pas parfaitement adaptée au circuit de Monza et le pilote italien ne sera guère plus véloce qu'avec sa Lotus pourtant nettement moins puissante. Clark a fait changer les rapports de boîte de sa Lotus à moteur 16 cylindres afin de mieux utiliser la puissance en courbe et compenser le sous-virage. Après avoir testé le nouveau profil des pneus Firestone, il fait monter des pneus Dunlop et avec ceux-ci va parvenir à s'approcher à un dixième de seconde du temps de Scarfiotti, battant ainsi Surtees et se qualifiant à l'extérieur de la première ligne. Tombé rapidement en panne sur le circuit, Hill a été contraint de reprendre le volant de la BRM V8 qui faisait partie de l'exposition organisée par l'ACI pour améliorer sa position sur la grille ! Il sera cependant vite relégué au rang de spectateur, un arbre à cames de l'ancienne voiture cassant rapidement. Il a cependant réussi à améliorer sa performance de la veille mais, avec un handicap de plus de cent chevaux sur les favoris, n'obtient que le onzième temps. Rob Walker a réussi à obtenir de l'usine un moteur Maserati de remplacement, que les mécaniciens ont monté durant la nuit, permettant ainsi à Siffert de se qualifier. L'équipe de Gurney n'a pas résolu les problèmes de carburation du moteur V12, aussi le pilote américain doit-il se contenter du temps réalisé avec l'ancien moteur, alors que son coéquipier Phil Hill est relégué au rang des suppléants, tout comme Chris Amon dont la Brabham s'est révélée insuffisamment préparée. Grâce au temps réalisé le vendredi, Parkes partira donc en pole position au côté de Scarfiotti et de Clark, Surtees et Bandini se partageant la deuxième ligne. Ayant alterné entre sa  monture habituelle et son nouveau modèle, Brabham a presque égalé le temps de Bandini. Ayant devancé Ginther et Rindt, il s'élancera de l'intérieur de la troisième ligne.
| Pos. | Pilote              | Écurie          | Temps         | Écart    |
| ---- | ------------------- | --------------- | ------------- | -------- |
| 1    | Ludovico Scarfiotti | Ferrari         | 1 min 31 s 7  |          |
| 2    | Jim Clark           | Lotus-BRM       | 1 min 31 s 8  | + 0 s 1  |
| 3    | John Surtees        | Cooper-Maserati | 1 min 31 s 9  | + 0 s 2  |
| 4    | Mike Parkes         | Ferrari         | 1 min 31 s 9  | + 0 s 2  |
| 5    | Lorenzo Bandini     | Ferrari         | 1 min 32 s 1  | + 0 s 4  |
| 6    | Jack Brabham        | Brabham-Repco   | 1 min 32 s 2  | + 0 s 5  |
| 7    | Richie Ginther      | Honda           | 1 min 32 s 5  | + 0 s 8  |
| 8    | Jochen Rindt        | Cooper-Maserati | 1 min 32 s 7  | + 1 s 0  |
| 9    | Jackie Stewart      | BRM             | 1 min 32 s 81 | + 1 s 11 |
| 10   | Denny Hulme         | Brabham-Repco   | 1 min 32 s 84 | + 1 s 14 |
| 11   | Graham Hill         | BRM             | 1 min 33 s 4  | + 1 s 7  |
| 12   | Joakim Bonnier      | Cooper-Maserati | 1 min 33 s 7  | + 2 s 0  |
| 13   | Peter Arundell      | Lotus-BRM       | 1 min 34 s 1  | + 2 s 4  |
| 14   | Bob Anderson        | Brabham-Climax  | 1 min 35 s 3  | + 3 s 6  |
| 15   | Mike Spence         | Lotus-BRM       | 1 min 35 s 4  | + 3 s 7  |
| 16   | Giancarlo Baghetti  | Ferrari         | 1 min 35 s 5  | + 3 s 8  |
| 17   | Joseph Siffert      | Cooper-Maserati | 1 min 36 s 3  | + 4 s 6  |
| 18   | Bob Bondurant       | BRM             | 1 min 36 s 9  | + 5 s 2  |
| 19   | Dan Gurney          | Eagle-Climax    | 1 min 37 s 6  | + 5 s 9  |
| 20   | Geki                | Lotus-Climax    | 1 min 39 s 3  | + 7 s 6  |
| 21   | Phil Hill           | Eagle-Climax    | 1 min 40 s 0  | + 8 s 3  |
| 22   | Chris Amon          | Brabham-BRM     | 1 min 40 s 3  | + 8 s 6  |

### Tableau final des qualifications
| Pos. | Pilote              | Écurie          | Temps         | Écart    | Commentaire                          |
| ---- | ------------------- | --------------- | ------------- | -------- | ------------------------------------ |
| 1    | Mike Parkes         | Ferrari         | 1 min 31 s 3  |          | temps réalisé le vendredi après-midi |
| 2    | Ludovico Scarfiotti | Ferrari         | 1 min 31 s 6  | + 0 s 3  | temps réalisé le vendredi après-midi |
| 3    | Jim Clark           | Lotus-BRM       | 1 min 31 s 8  | + 0 s 5  | temps réalisé le samedi après-midi   |
| 4    | John Surtees        | Cooper-Maserati | 1 min 31 s 9  | + 0 s 6  | temps réalisé le samedi après-midi   |
| 5    | Lorenzo Bandini     | Ferrari         | 1 min 32 s 0  | + 0 s 7  | temps réalisé le vendredi après-midi |
| 6    | Jack Brabham        | Brabham-Repco   | 1 min 32 s 2  | + 0 s 9  | temps réalisé le samedi après-midi   |
| 7    | Richie Ginther      | Honda           | 1 min 32 s 4  | + 1 s 1  | temps réalisé le vendredi après-midi |
| 8    | Jochen Rindt        | Cooper-Maserati | 1 min 32 s 7  | + 1 s 4  | temps réalisé le samedi après-midi   |
| 9    | Jackie Stewart      | BRM             | 1 min 32 s 81 | + 1 s 51 | temps réalisé le samedi après-midi   |
| 10   | Denny Hulme         | Brabham-Repco   | 1 min 32 s 84 | + 1 s 54 | temps réalisé le samedi après-midi   |
| 11   | Graham Hill         | BRM             | 1 min 33 s 4  | + 2 s 1  | temps réalisé le samedi après-midi   |
| 12   | Joakim Bonnier      | Cooper-Maserati | 1 min 33 s 7  | + 2 s 4  | temps réalisé le samedi après-midi   |
| 13   | Peter Arundell      | Lotus-BRM       | 1 min 34 s 1  | + 2 s 8  | temps réalisé le samedi après-midi   |
| 14   | Mike Spence         | Lotus-BRM       | 1 min 35 s 0  | + 3 s 7  | temps réalisé le vendredi après-midi |
| 15   | Bob Anderson        | Brabham-Climax  | 1 min 35 s 3  | + 4 s 0  | temps réalisé le samedi après-midi   |
| 16   | Giancarlo Baghetti  | Ferrari         | 1 min 35 s 5  | + 4 s 2  | temps réalisé le samedi après-midi   |
| 17   | Joseph Siffert      | Cooper-Maserati | 1 min 36 s 3  | + 5 s 0  | temps réalisé le samedi après-midi   |
| 18   | Bob Bondurant       | BRM             | 1 min 36 s 9  | + 5 s 6  | temps réalisé le samedi après-midi   |
| 19   | Dan Gurney          | Eagle-Climax    | 1 min 37 s 6  | + 6 s 3  | temps réalisé le samedi après-midi   |
| 20   | Geki                | Lotus-Climax    | 1 min 39 s 3  | + 8 s 0  | temps réalisé le samedi après-midi   |
| 21   | Phil Hill           | Eagle-Climax    | 1 min 40 s 0  | + 8 s 7  | temps réalisé le samedi après-midi   |
| 22   | Chris Amon          | Brabham-BRM     | 1 min 40 s 3  | + 9 s 0  | temps réalisé le samedi après-midi   |

## Grille de départ

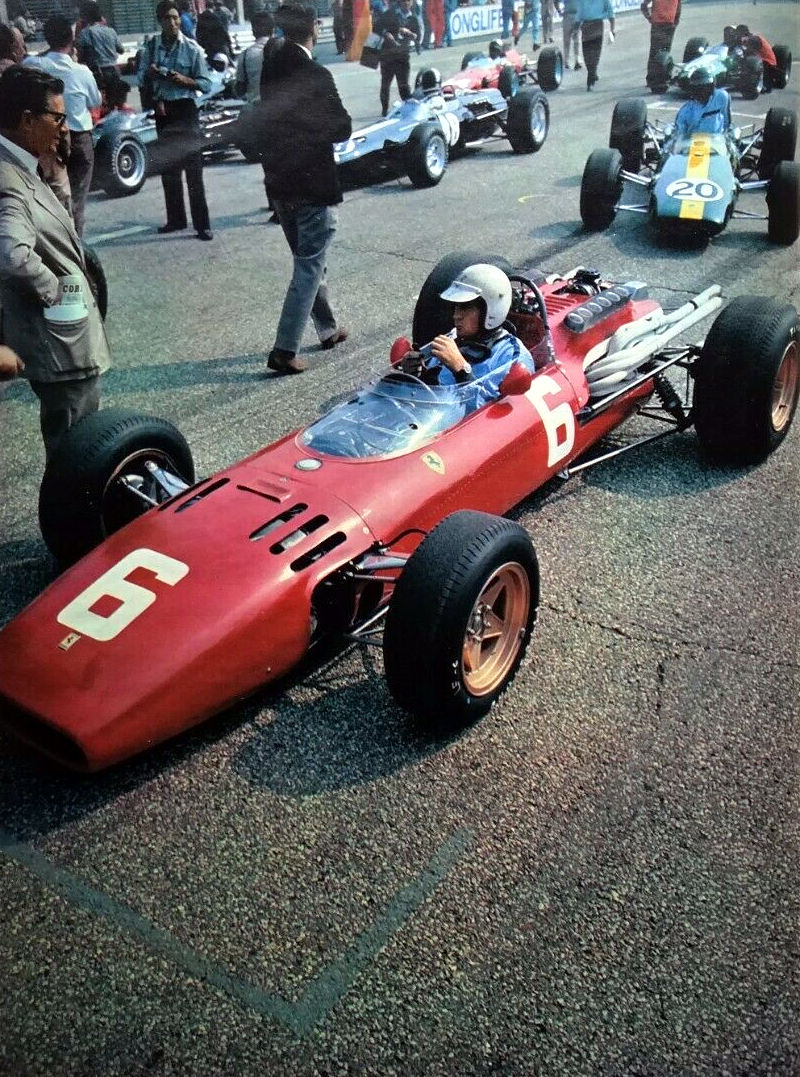
La Ferrari 312 de Ludovico Scarfiotti. Le pilote italien s'apprête à rejoindre sa place en première ligne de la grille de départ.

| 1re ligne | Pos. 1                        |                             | Pos. 2                          |                               | Pos. 3                      |
|           | Parkes Ferrari 1 min 31 s 3   |                             | Scarfiotti Ferrari 1 min 31 s 6 |                               | Clark Lotus 1 min 31 s 8    |
| 2e ligne  |                               | Pos. 4                      |                                 | Pos. 5                        |                             |
|           |                               | Surtees Cooper 1 min 31 s 9 |                                 | Bandini Ferrari 1 min 32 s 0  |                             |
| 3e ligne  | Pos. 6                        |                             | Pos. 7                          |                               | Pos. 8                      |
|           | Brabham 1 min 32 s 2          |                             | Ginther Honda 1 min 32 s 4      |                               | Rindt Cooper 1 min 32 s 7   |
| 4e ligne  |                               | Pos. 9                      |                                 | Pos. 10                       |                             |
|           |                               | Stewart BRM 1 min 32 s 81   |                                 | Hulme Brabham 1 min 32 s 84   |                             |
| 5e ligne  | Pos. 11                       |                             | Pos. 12                         |                               | Pos. 13                     |
|           | G. Hill BRM 1 min 33 s 4      |                             | Bonnier Cooper 1 min 33 s 7     |                               | Arundell Lotus 1 min 34 s 1 |
| 6e ligne  |                               | Pos. 14                     |                                 | Pos. 15                       |                             |
|           |                               | Spence Lotus 1 min 35 s 0   |                                 | Anderson Brabham 1 min 35 s 3 |                             |
| 7e ligne  | Pos. 16                       |                             | Pos. 17                         |                               | Pos. 18                     |
|           | Baghetti Ferrari 1 min 35 s 5 |                             | Siffert Cooper 1 min 36 s 3     |                               | Bondurant BRM 1 min 36 s 9  |
| 8e ligne  |                               | Pos. 19                     |                                 | Pos. 20                       |                             |
|           |                               | Gurney Eagle 1 min 37 s 6   |                                 | Geki Lotus 1 min 39 s 3       |                             |

## Déroulement de la course

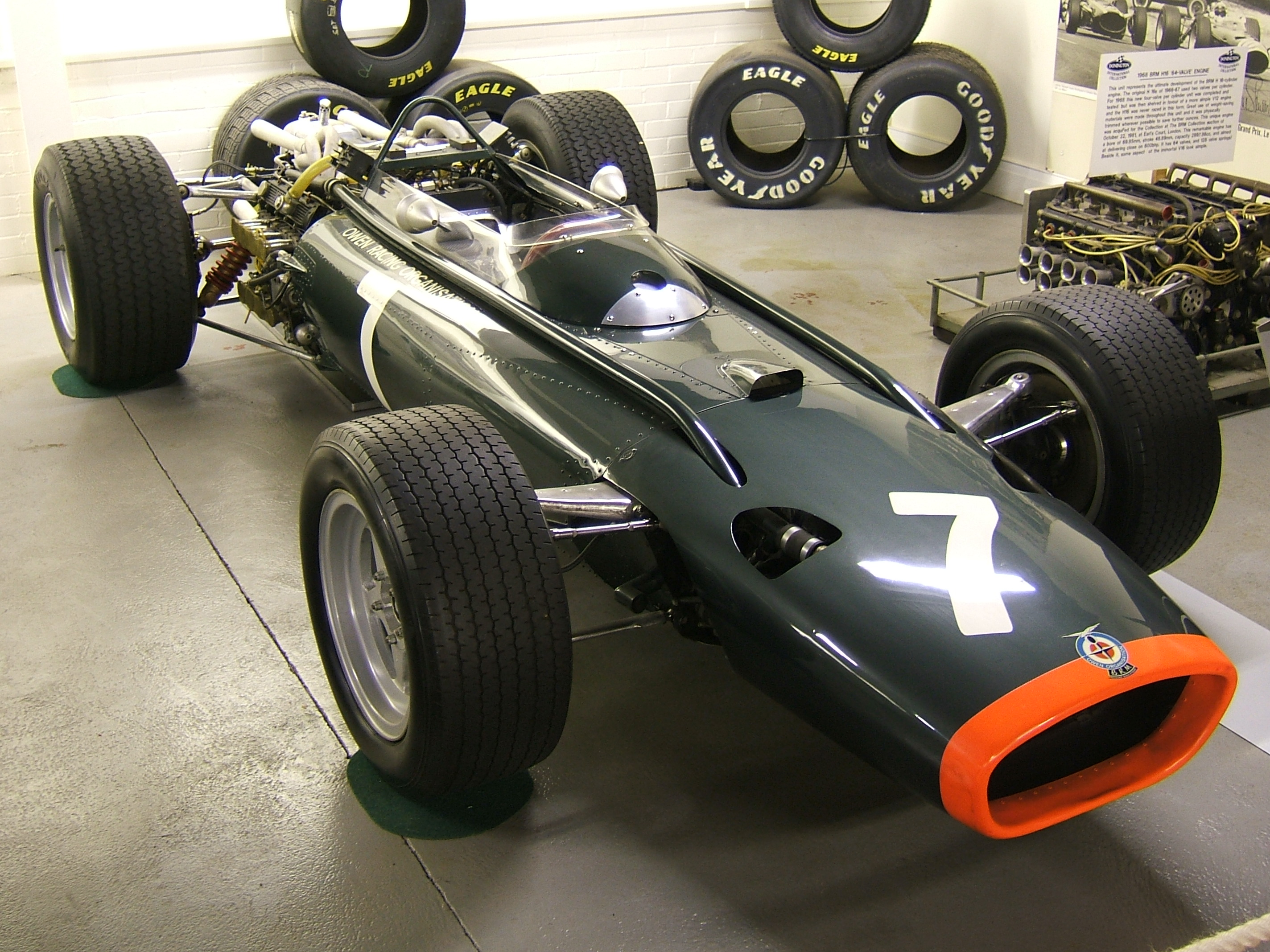
Manquant encore de fiabilité, les BRM P83 n'ont pu imposer leur puissance à Monza : Graham Hill et Jackie Stewart furent parmi les premiers à abandonner.

Le départ est donné sous un chaud soleil, le dimanche après-midi. Alors que Jim Clark manque totalement son envol, les deux Ferrari de Ludovico Scarfiotti et Mike Parkes s'élancent en tête, bientôt rejointes par celle de Lorenzo Bandini. Bruyamment acclamées par la foule, les trois monoplaces rouges virent les premières dans la Curva Grande, alors que John Surtees mène le reste du peloton. Bandini dépasse rapidement ses coéquipiers et sort en tête de la courbe de Lesmo ; il repasse devant les tribunes talonné par Parkes, alors que Scarfiotti a rétrogradé en septième position, débordé par la Cooper de Surtees, la Honda de Richie Ginther et les Brabham de Jack Brabham et Denny Hulme. Graham Hill a disparu, le moteur de sa BRM ayant explosé après seulement deux kilomètres. Les espoirs de Bandini sont rapidement anéantis, une conduite d'essence se rompant au cours du deuxième tour, obligeant le pilote italien à rentrer lentement à son stand pour une longue réparation. Parkes se retrouve en tête, mais Surtees est dans ses roues. Tous deux ont pris une légère avance sur Brabham et Hulme, qui ont dépassé Ginther. Surtees dépasse bientôt Parkes et s'empare du commandement, Brabham parvenant peu après, malgré la moindre puissance de son moteur, à déborder la Ferrari en utilisant au mieux l'aspiration tandis que Ginther, dont le moteur a des ratés, ne parvient pas à recoller au groupe de tête. Au tour suivant, Brabham double Surtees et prend le commandement de la course, tandis que son coéquipier Hulme réussit à déborder Parkes pour le gain de la troisième place. Parkes réagit et remonte bientôt en deuxième position, mais ne peut empêcher Brabham de se détacher. Après sept tours, le leader du championnat du monde compte plus de trois secondes d'avance sur la première Ferrari, Hulme et Surtees étant deux secondes plus loin. Alors qu'une fuite d'essence a contraint Jackie Stewart (BRM) à l'abandon, Clark a effectué une belle remontée au sein du peloton, le pointant à la huitième place deux secondes derrière Scarfiotti. Alors que Brabham semblait bien parti pour tenter de décrocher une cinquième victoire consécutive, une fumée commence à s'échapper de son moteur contraignant le pilote australien à rejoindre son stand à la fin du huitième tour : un bouchon du carter de distribution s'est détaché et le moteur a perdu beaucoup d'huile ; le ravitaillement en lubrifiant étant interdit, Brabham préfère renoncer afin de préserver son moteur. Parkes a donc pris la tête, sous les ovations du public. Le Britannique possède alors trois secondes et demie d'avance sur Hulme et quatre et demie sur Surtees. Ginther suit à quelques longueurs, entraînant Scarfiotti et Clark dans son sillage, la Cooper de Jochen Rindt n'étant pas loin derrière. Alors que la Honda rencontre de nouveau quelques problèmes d'allumage, Scarfiotti remonte bientôt en troisième position, derrière Parkes et Hulme. Il déborde le Néo-Zélandais au douzième tour, avant de s'installer en tête au suivant. Ginther a subitement retrouvé toute la puissance de son moteur Honda et double aussitôt Hulme, Surtees et Parkes, accédant à la deuxième place à un peu plus d'une seconde de la première Ferrari. Reparti après un long arrêt, Bandini compte huit tours de retard mais il s'est intégré au peloton de chasse pour tenter d'aider ses coéquipiers. Un problème d'équilibrage de roue a contraint Clark a rentrer au stand (où il perdra plus d'une minute), laissant Rindt isolé en sixième position. Au dix-septième tour, alors que Scarfiotti se maintient au commandement, Ginther, qui occupe toujours la deuxième place, ne peut contrôler sa monoplace lancée à plus de 250 km/h au moment d'amorcer le freinage pour la Curva Grande, un pneu arrière s'étant subitement dégonflé. La Honda termine sa course dans les arbres, complètement pliée, le pilote s'en sortant miraculeusement avec une fracture de la clavicule. Talonnés par Bandini (attardé), seuls Surtees et Hulme parviennent à tenir le rythme des deux Ferrari de Scarfiotti et Parkes. Rindt est un peu plus loin, possédant une belle avance sur la quatrième Ferrari, aux mains de Giancarlo Baghetti, en pleine bagarre avec la Lotus de Mike Spence.

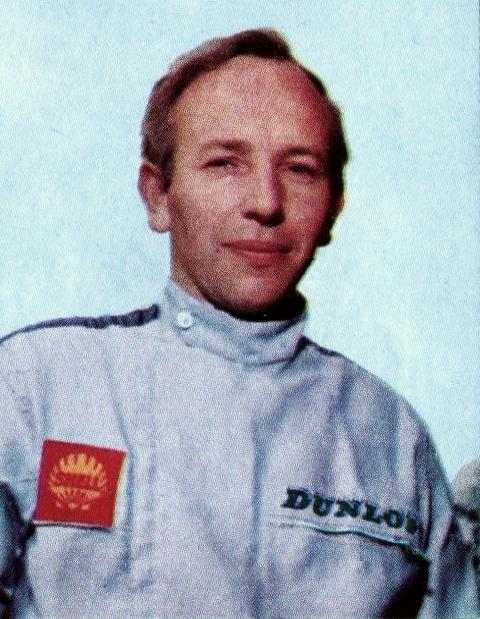
L'abandon de John Surtees lui coûte ses dernières chances de conquérir un deuxième titre mondial.

Alors que Scarfiotti tente de maintenir une petite avance sur ses poursuivants, la bataille pour la deuxième place fait rage entre Surtees, Parkes et Hulme. Le groupe se rapproche bientôt de l'homme de tête, Parkes parvenant à prendre momentanément le commandement avant de céder à nouveau le passage à son camarade d'écurie. Parmi les plus rapides en piste, Bandini (qui vient de tourner à 221,6 km/h de moyenne) est sur le point de rejoindre les quatre premiers. Sentant la menace, Hulme accélère encore et porte le record de la piste à 221,9 km/h. Il compte alors une seconde et demie de l'homme de tête, qui a repris un peu de champ, mais il est talonné par Parkes et Bandini. Ce dernier vient de dépasser Surtees et, courant uniquement pour le compte de ses coéquipiers, va dès lors tenter de les aider à s'échapper. Toujours cinquième, Rindt accuse maintenant quatorze secondes de retard et continue à perdre du terrain, tandis que nettement plus loin Baghetti et Spence bataillent toujours âprement pour la sixième place. La tenue de route de la Cooper de Surtees commence alors à se dégrader et le Britannique, pensant avoir crevé un pneu, rejoint son stand pour constater qu'un jet d'essence dû à un réservoir éclaté asperge ses roues arrière. Il abandonne aussitôt, laissant Hulme seul aux prises avec les pilotes Ferrari, bientôt privés de l'aide de Bandini qui s'arrête une nouvelle fois pour pallier un problème d'allumage. Hulme résiste bien et continue à lutter avec Parkes, mais ne peut empêcher Scarfiotti de s'échapper seul en tête, d'autant que Bandini, reparti après près de sept minutes d'arrêt, va de nouveau se joindre à eux et perturber la course du Néo-Zélandais. Malgré l'entente des pilotes Ferrari, Hulme se maintient dans les roues de Parkes, tandis que devant le groupe des trois voitures Scarfiotti augmente régulièrement son avance. C'est finalement Bandini qui renoncera le premier, allumage définitivement hors d'usage. Scarfiotti compte alors une dizaine de secondes d'avance sur Parkes et Hulme, toujours roues dans roues. Rindt est à désormais à plus de cinquante secondes du leader, qui est sur le point de rattraper Baghetti et Spence, continuellement en lutte pour la cinquième place.
S'appropriant le record du tour à 224 km/h de moyenne, Scarfiotti va s'assurer une avance de quinze secondes avant de stabiliser l'écart. Baghetti, qui était parvenu à distancer Spence, est victime d'un blocage d'accélérateur achève son cinquante-cinquième tour. Grimpant sur le talus à la sortie de la 'Parabolique', il réussit à ramener sa monoplace sur la piste et à rentrer au stand pour faire examiner sa monoplace, mais perd le bénéfice de sa belle course. Spence hérite de la cinquième place, très loin devant la Brabham de Bob Anderson. Levant le pied dans les derniers tours, Scarfiotti s'impose sous les acclamations du public, Parkes profitant quant à lui de la puissance de son V12 pour prendre quelques longueurs à Hulme dans la dernière ligne droite, permettant à Ferrari de réaliser le doublé. Pneu avant gauche crevé, Rindt a dû terminer la course à vitesse réduite, conservant néanmoins sa quatrième place, devant Spence et Anderson. Bien qu'ayant abandonné en début d'épreuve, Brabham est assuré du titre de champion du monde, son seul adversaire, Surtees, ayant également dû renoncer.

### Classements intermédiaires
Classements intermédiaires des monoplaces aux premier, deuxième, troisième, cinquième, huitième, dixième, douzième, quinzième, vingtième, trentième, quarantième, cinquantième et soixantième tours.

### Classement de la course

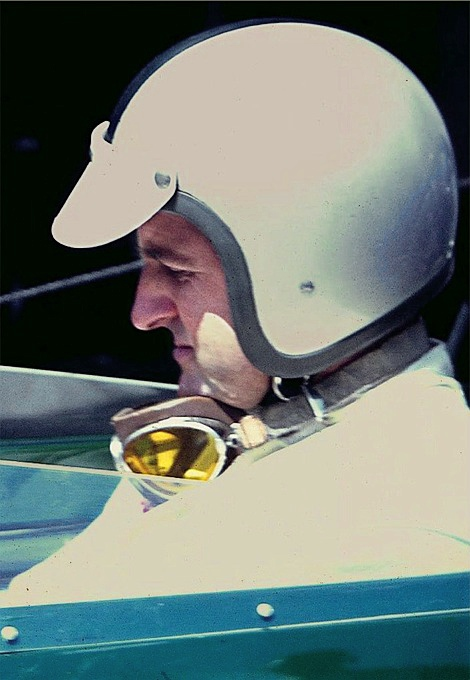
Méritant troisième sur sa Brabham, Denny Hulme a terminé dans les roues de la Ferrari de Mike Parkes.

| Pos  | N° | Pilote              | Écurie          | Tours | Temps/Abandon                  | Grille | Points |
| ---- | -- | ------------------- | --------------- | ----- | ------------------------------ | ------ | ------ |
| 1    | 6  | Ludovico Scarfiotti | Ferrari         | 68    | 1 h 47 min 14 s 8              | 2      | 9      |
| 2    | 4  | Mike Parkes         | Ferrari         | 68    | 1 h 47 min 20 s 6 (+ 5 s 8)    | 1      | 6      |
| 3    | 12 | Denny Hulme         | Brabham-Repco   | 68    | 1 h 47 min 20 s 9 (+ 6 s 1)    | 10     | 4      |
| 4    | 16 | Jochen Rindt        | Cooper-Maserati | 67    | 1 h 47 min 46 s 3 (+ 1 tour)   | 8      | 3      |
| 5    | 32 | Mike Spence         | Lotus-BRM       | 67    | 1 h 48 min 33 s 3 (+ 1 tour)   | 14     | 2      |
| 6    | 40 | Bob Anderson        | Brabham-Climax  | 66    | 1 h 48 min 10 s 7 (+ 2 tours)  | 15     | 1      |
| 7    | 48 | Bob Bondurant       | BRM             | 65    | 1 h 48 min 08 s 1 (+ 3 tours)  | 18     |        |
| 8    | 24 | Peter Arundell      | Lotus-BRM       | 63    | Moteur                         | 13     |        |
| 9    | 20 | Geki                | Lotus-Climax    | 63    | 1 h 47 min 35 s 6 (+ 5 tours)  | 20     |        |
| Nc.  | 44 | Giancarlo Baghetti  | Ferrari         | 59    | 1 h 47 min 44 s 8 (Non Classé) | 16     |        |
| Abd. | 22 | Jim Clark           | Lotus-BRM       | 58    | Boîte de vitesses              | 3      |        |
| Abd. | 36 | Jo Siffert          | Cooper-Maserati | 46    | Moteur                         | 17     |        |
| Abd. | 2  | Lorenzo Bandini     | Ferrari         | 33    | Allumage                       | 5      |        |
| Abd. | 14 | John Surtees        | Cooper-Maserati | 31    | Fuite d'essence                | 4      |        |
| Abd. | 18 | Richie Ginther      | Honda           | 16    | Accident                       | 7      |        |
| Abd. | 10 | Jack Brabham        | Brabham-Repco   | 7     | Fuite d'huile                  | 6      |        |
| Abd. | 30 | Dan Gurney          | Eagle-Weslake   | 7     | Moteur                         | 19     |        |
| Abd. | 28 | Jackie Stewart      | BRM             | 5     | Fuite d'essence                | 9      |        |
| Abd. | 38 | Jo Bonnier          | Cooper-Maserati | 3     | Accélérateur                   | 12     |        |
| Abd. | 26 | Graham Hill         | BRM             | 0     | Moteur                         | 11     |        |
| Nq.  | 34 | Phil Hill           | Eagle-Climax    |       | Non qualifié                   |        |        |
| Nq.  | 32 | Chris Amon          | Brabham-BRM     |       | Non qualifié                   |        |        |

Légende :
- Abd.=Abandon

### Pole position et record du tour
- Pole position :  Mike Parkes (Ferrari) en 1 min 31 s 3 (vitesse moyenne : 226,725 km/h). Temps réalisé lors de la séance d'essais du vendredi 2 septembre[22].
- Meilleur tour en course :  Ludovico Scarfiotti (Ferrari) en 1 min 32 s 4 (vitesse moyenne : 224,026 km/h) au quarante-neuvième tour.

#### Évolution du meilleur tour en course
Le meilleur tour fut amélioré huit fois au cours de l'épreuve.

### Tours en tête
- Lorenzo Bandini : 1 tour (1)
- Mike Parkes : 7 tours (2 / 8-12 / 27)
- John Surtees : 1 tour (3)
- Jack Brabham : 4 tours (4-7)
- Ludovico Scarfiotti : 55 tours (13-26 / 28-68)

## Classement provisoire du championnat à l'issue de la course
- Attribution des points : 9, 6, 4, 3, 2, 1 respectivement aux six premiers de chaque épreuve.
- Pour la coupe des constructeurs, même barème et seule la voiture la mieux classée de chaque équipe inscrit des points.
- Seuls les cinq meilleurs résultats sont comptabilisés. Pour la coupe des constructeurs, Brabham-Repco doit décompter les trois points marqués en Belgique et Ferrari le point acquis en Allemagne[22].

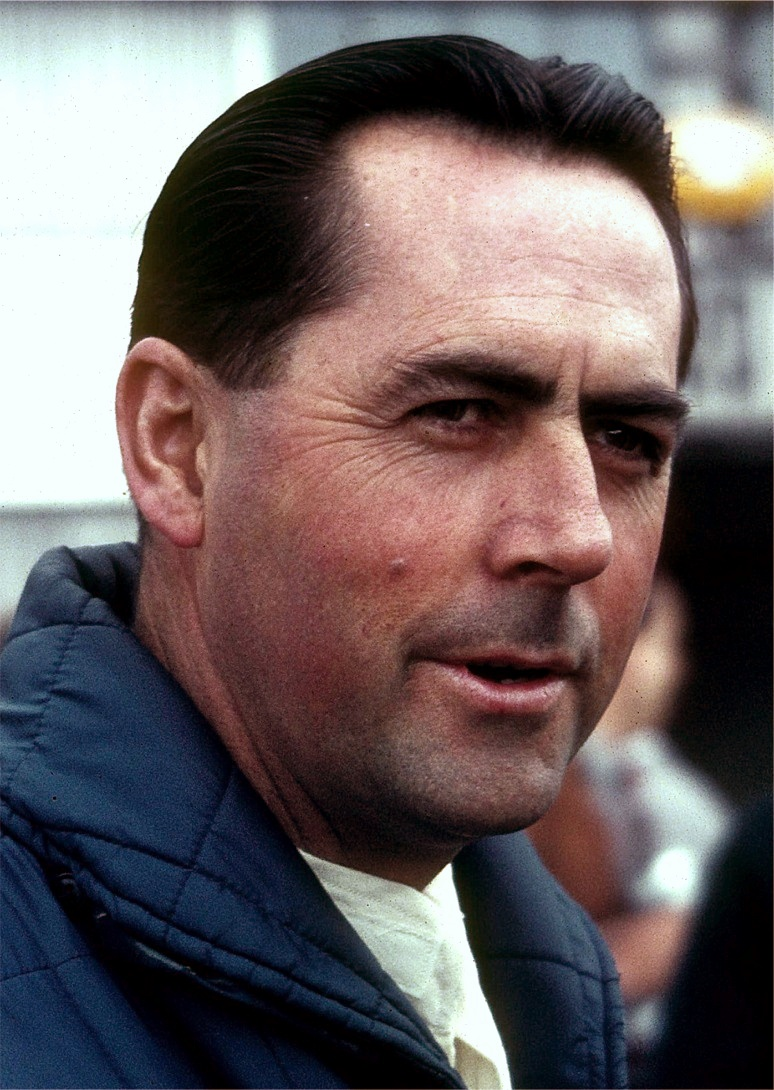
Malgré son abandon au Grand Prix d'Italie, Jack Brabham est désormais assuré de remporter le titre mondial 1966.

| Pos. | Pilote              | Écurie            | Points | MON | BEL | FRA | GBR | NL | ALL | ITA | USA | MEX |
| ---- | ------------------- | ----------------- | ------ | --- | --- | --- | --- | -- | --- | --- | --- | --- |
| 1    | Jack Brabham        | Brabham           | 39     | -   | 3   | 9   | 9   | 9  | 9   | -   |     |     |
| 2    | Jochen Rindt        | Cooper            | 18     | -   | 6   | 3   | 2   | -  | 4   | 3   |     |     |
| 3    | Graham Hill         | BRM               | 17     | 4   | -   | -   | 4   | 6  | 3   | -   |     |     |
| 4    | John Surtees        | Ferrari & Cooper¹ | 15     | -   | 9   | -   | -   | -  | 6¹  | -   |     |     |
| 5    | Jackie Stewart      | BRM               | 14     | 9   | -   | -   | -   | 3  | 2   | -   |     |     |
|      | Denny Hulme         | Brabham           | 14     | -   | -   | 4   | 6   | -  | -   | 4   |     |     |
| 7    | Mike Parkes         | Ferrari           | 12     | -   | -   | 6   | -   | -  | -   | 6   |     |     |
|      | Lorenzo Bandini     | Ferrari           | 12     | 6   | 4   | -   | -   | 1  | 1   | -   |     |     |
| 9    | Ludovico Scarfiotti | Ferrari           | 9      | -   | -   | -   | -   | -  | -   | 9   |     |     |
| 10   | Jim Clark           | Lotus             | 7      | -   | -   | -   | 3   | 4  | -   | -   |     |     |
| 11   | Mike Spence         | Lotus             | 4      | -   | -   | -   | -   | 2  | -   | 2   |     |     |
| 12   | Bob Bondurant       | BRM               | 3      | 3   | -   | -   | -   | -  | -   | -   |     |     |
| 13   | Richie Ginther      | Cooper            | 2      | -   | 2   | -   | -   | -  | -   | -   |     |     |
|      | Dan Gurney          | Eagle             | 2      | -   | -   | 2   | -   | -  | -   | -   |     |     |
| 15   | John Taylor         | Brabham           | 1      | -   | -   | 1   | -   | -  | -   | -   |     |     |
|      | Bruce McLaren       | McLaren           | 1      | -   | -   | -   | 1   | -  | -   | -   |     |     |
|      | Bob Anderson        | Brabham           | 1      | -   | -   | -   | -   | -  | -   | 1   |     |     |

| Pos. | Écurie              | Points  | MON | BEL | FRA | GBR | NL | ALL | ITA | USA | MEX |
| ---- | ------------------- | ------- | --- | --- | --- | --- | -- | --- | --- | --- | --- |
| 1    | Brabham-Repco       | 40 (43) | -   | (3) | 9   | 9   | 9  | 9   | 4   |     |     |
| 2    | Ferrari             | 31 (32) | 6   | 9   | 6   | -   | 1  | (1) | 9   |     |     |
| 3    | BRM                 | 22      | 9   | -   | -   | 4   | 6  | 3   | -   |     |     |
| 4    | Cooper-Maserati     | 20      | -   | 6   | 3   | 2   | -  | 6   | 3   |     |     |
| 5    | Lotus-Climax        | 7       | -   | -   | -   | 3   | 4  | -   | -   |     |     |
| 6    | Lotus-BRM           | 4       | -   | -   | -   | -   | 2  | -   | 2   |     |     |
| 7    | Eagle-Climax        | 2       | -   | -   | 2   | -   | -  | -   | -   |     |     |
| 8    | Brabham-BRM         | 1       | -   | -   | 1   | -   | -  | -   | -   |     |     |
|      | McLaren-Serenissima | 1       | -   | -   | -   | 1   | -  | -   | -   |     |     |
|      | Brabham-Climax      | 1       | -   | -   | -   | -   | -  | -   | 1   |     |     |

## À noter
- 1re victoire en championnat du monde pour Ludovico Scarfiotti.
- 41e victoire en championnat du monde pour Ferrari en tant que constructeur.
- 41e victoire en championnat du monde pour Ferrari en tant que motoriste.
- 1re apparition du moteur Weslake en championnat du monde (sur l'Eagle de Dan Gurney).
- À l'issue de cette course, Jack Brabham obtient son troisième titre de champion du monde des pilotes.